# Tobing Tinggi An
Tobing Tinggi An is een bestuurslaag in het regentschap Padang Lawas van de provincie Noord-Sumatra, Indonesië. Tobing Tinggi An telt 452 inwoners (volkstelling 2010).